# Stadio Romeo Menti (Castellammare di Stabia)
Das Stadio Romeo Menti ist ein Fußballstadion in der italienischen Stadt Castellammare di Stabia, Region Kampanien. Es bietet Platz für 7642 Zuschauer und dient dem Fußballverein SS Juve Stabia als Heimspielstätte.

## Geschichte
Das Stadio Romeo Menti in Castellammare di Stabia, einer Hafenstadt mit gut 60.000 Einwohnern am Golf von Neapel, wurde im Jahr 1984 erbaut und ein Jahr darauf, 1985 eröffnet. Zum ersten Spiel im neuen Stadion trafen sich die zukünftigen Hausherren, die SS Juve Stabia, und der Lokalrivale und damaligen Erstligist US Avellino zu einem Freundschaftsspiel, das Juve Stabia mit 3:1 gewann. Seit diesem Tag nutzt die SS Juve Stabia das Stadio Romeo Menti als Austragungsort für Heimspiele im Fußballsport. Der Verein spielte bisher eine Saison in der zweitklassigen Serie B, die restlichen Jahre war der 1907 gegründete Verein in unteren Ligen des italienischen Fußballs zu finden. Zur Saison 2011/12 hat sich Juve Stabia zum zweiten Mal in der Vereinsgeschichte für die Serie B qualifiziert, erstmals seit 1952.
Das Stadio Romeo Menti ist benannt nach Romeo Menti. Es hat damit den gleichen Namen wie das Stadion von Vicenza Calcio. Menti war ein italienischer Fußballspieler in den 1940er Jahren, der 1945 für ein Jahr vom AC Turin an Juve Stabia ausgeliehen war. Danach war Menti ein Teil der großen Mannschaft des AC Turin, dem Grande Torino, und starb wie fast alle seiner Mitspieler am 4. Mai 1949 beim Flugunfall der Maschine, die die Spieler des AC Turin von einem Freundschaftsspiel gegen Benfica Lissabon aus Lissabon zurück in die Heimat bringen sollte. Über den Dächern von Turin zerschellte das Flugzeug am Hügel von Superga.
Derzeit hat das Stadio Romeo Menti eine Kapazität von 7642 Zuschauern. Einst war das Fassungsvermögen der Sportstätte geringer, die aktuelle Kapazität wurde nach Ausbauarbeiten im Jahr 2009 erreicht. Zuvor konnten nur knapp 8.000 Zuschauer Spiele im Stadion ansehen. Meist ist das Stadion allerdings nicht voll gefüllt. Noch vor dem Umbau kamen 2006 immerhin einmal 10.000 Zuschauer zum Derby zwischen Juve Stabia und dem damals nach einem Konkurs verbunden mit Neugründung in der Serie C1 startenden SSC Neapel (3:1).